# Inge Heyne
Inge Heyne (* 23. Juli 1929 in Holzweißig) ist eine deutsche ehemalige FDJ-Funktionärin und Gewerkschafterin. Sie war von 1950 bis 1952 Landtagsabgeordnete in Sachsen-Anhalt.

## Leben
Heyne wurde 1950 auf Vorschlag der FDJ Mitglied des Landtages von Sachsen-Anhalt, wobei die Landtagswahl in Sachsen-Anhalt im Jahr 1950 nicht demokratischen Ansprüchen genügte. Beruflich war sie im Chemiebetrieb Fahlberg-List in Magdeburg in der Betriebsgewerkschaftsleitung tätig.